# WFV-Pokal 2004/05
WFV-Pokalsieger 2005 wurden die Stuttgarter Kickers, die im Endspiel am 25. Mai des Jahres in Eislingen/Fils den Heidenheimer SB besiegten. Mit dem Gewinn des WFV-Pokals qualifizierten sich die Stuttgarter Kickers für den DFB-Pokal 2005/06.
Die ersten drei Runden des Pokalwettbewerbs wurden in vier regionalen Gruppen ausgetragen. Ab dem Achtelfinale wurde verbandsweit gespielt.

## Achtelfinale
|                       | Ergebnis              |                     |
| --------------------- | --------------------- | ------------------- |
| VfL Sindelfingen      | 5:2                   | TSV Crailsheim      |
| SC Michelbach/Wald    | 3:1                   | TSV Pliezhausen     |
| TSG Balingen          | 0:1 n. V.             | SSV Reutlingen 05   |
| SV Oberzell           | 0:7                   | Stuttgarter Kickers |
| TV Echterdingen       | 0:4 n. V.             | SGV Freiberg        |
| SpVgg Au/Iller        | 4:5 n. V.             | SSV Ulm 1846        |
| 1. FC Normannia Gmünd | ?:? n. V. (2:5 n. E.) | Heidenheimer SB     |
| SpVgg 07 Ludwigsburg  | 1:0                   | VfB Stuttgart II    |

* Klassentiefere Mannschaften genießen Heimrecht

## Viertelfinale
|                      | Ergebnis |                     |
| -------------------- | -------- | ------------------- |
| SSV Ulm 1846         | 1:2      | VfL Sindelfingen    |
| SC Michelbach/Wald   | 1:2      | Heidenheimer SB     |
| SpVgg 07 Ludwigsburg | 0:5      | SSV Reutlingen 05   |
| SGV Freiberg         | 1:5      | Stuttgarter Kickers |

* Klassentiefere Mannschaften genießen Heimrecht

## Halbfinale
|                  | Ergebnis |                     |
| ---------------- | -------- | ------------------- |
| Heidenheimer SB  | 2:1      | SSV Reutlingen 05   |
| VfL Sindelfingen | 1:3      | Stuttgarter Kickers |

* Klassentiefere Mannschaften genießen Heimrecht

## Finale
| Paarung             | Stuttgarter Kickers – Heidenheimer SB |
| Ergebnis            | 3:1 (2:0) |
| Datum               | 25. Mai 2005 |
| Stadion             | Eichenbach-Stadion, Eislingen/Fils |
| Zuschauer           | 1.500 |
| Tore                | 1:0 Oliver Barth (2.) 2:0 Mustafa Akçay (27.) 3:0 Alexander Malchow (84.) 3:1 Frank Schmidt (87.) |
| Stuttgarter Kickers | Jasmin Fejzić – Moritz Steinle, Jens Härter (81. Daniel Sager), Oliver Barth, Mustafa Akçay, Mirnes Mešić, Bashiru Gambo (29. Marcel Schreiber), Suad Rahmanović (75. Mohamed Abou Shoura), Oliver Stierle, Heiko Gumper, Alexander Malchow Cheftrainer: Robin Dutt  |
| Heidenheimer SB     | Benjamin Huber – René Hammerl (62. Benjamin Barth), Ingo Feistle, Wolfram Eitel, Frank Schmidt, Davor Kraljević, Mesut Sagdić, Ertac Seskir (81. Michael Fröhlich), Hans-Jörg Honold, (62. Nico Schuska), Dinko Radojević, Alexander Raaf Cheftrainer: Dieter Märkle |